# Shiratakinudlar

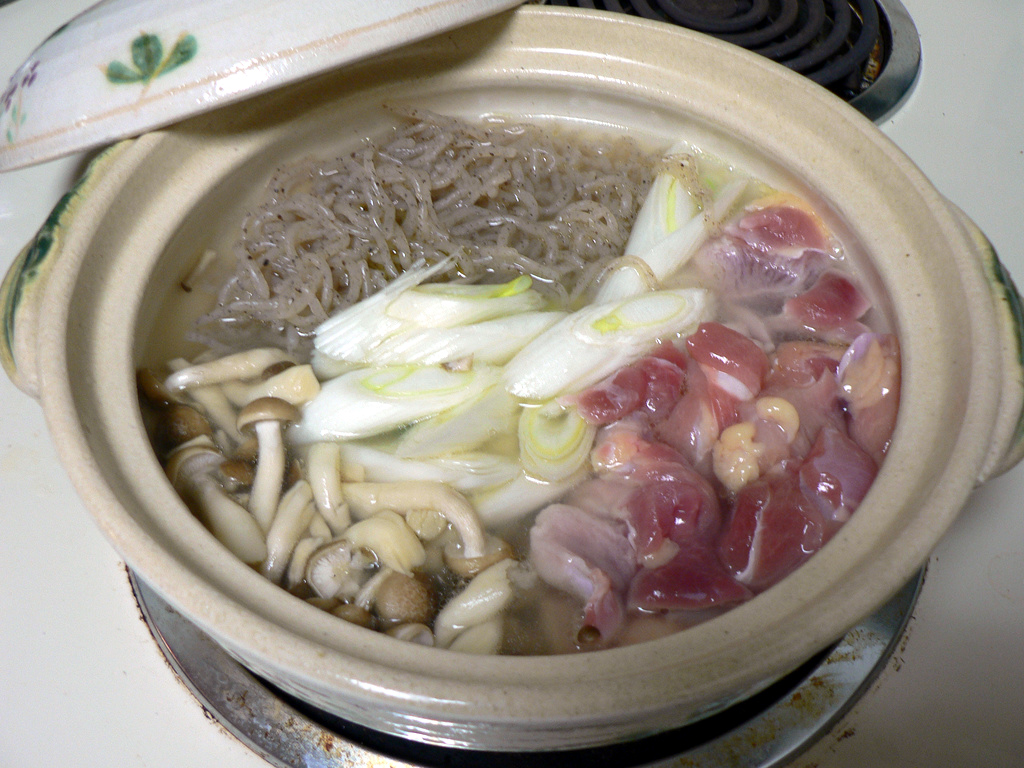
Shiratakinudlar (överst) och andra ingredienser i en donabe.

Shiratakinudlar (japanska: 白滝) är en typ av japanska nudlar som framställs av mjöl från växten Amorphophallus konjac. Ordet "shirataki" är japanska för "vitt vattenfall", vilket beskriver nudlarnas utseende. Shiratakinudlar består till största del av vatten och glukomannan (en vattenlöslig kostfiber), vilket ger nudlarna ett mycket lågt kolhydrats- och kaloriinnehåll (cirka 8 kcal per 100 g). Shiratakinudlar används därför som ingrediens i olika lågkolhydratdieter. De är gjorda av konjakknölkalla  och innehåller 97 % vatten, 3 % fiber och spår av fett, protein och kalcium. Nudlarna används traditionellt i det japanska köket, men lämpar sig också bra för person med allergier eller intoleranser mot vete, gluten eller ägg, då nudlarna inte innehåller någon av dessa ingredienser.